# Leopold Schönbauer

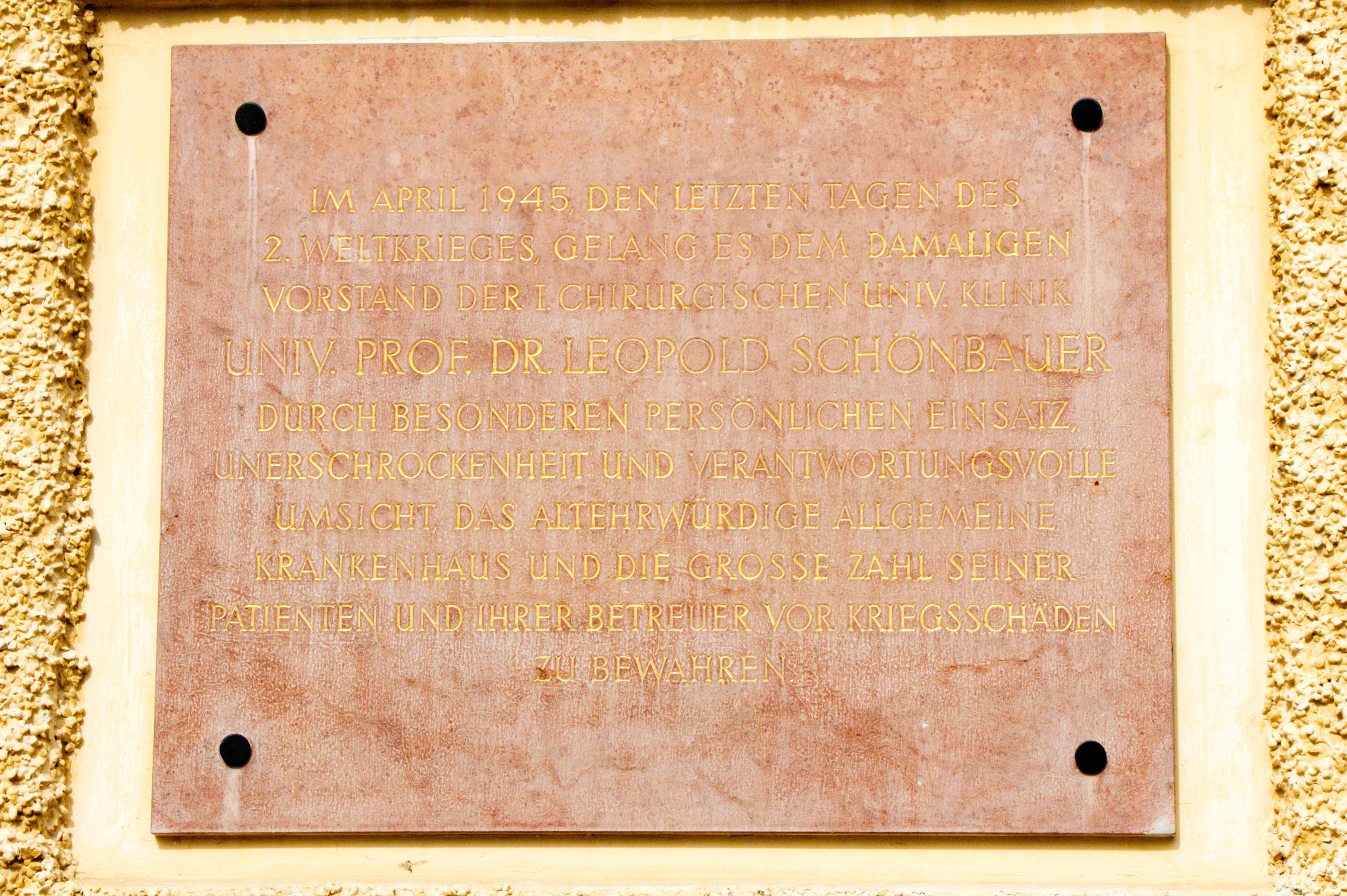
Gedenktafel im 1. Hof des Alten AKH

Leopold Schönbauer (* 13. November 1888 in Thaya (Niederösterreich); † 11. September 1963 in Wien) war ein österreichischer Chirurg, Krebsforscher und Politiker. Er gilt als Begründer der Neurochirurgie in Österreich und vertrat die ÖVP im österreichischen Nationalrat.

## Leben
Nach der Matura am Gymnasium in Prachatitz studierte Schönbauer Medizin an der Karl-Ferdinands-Universität in Prag und schloss 1914 sub auspiciis imperatoris ab. 1915 erlitt er im Kriegseinsatz eine Schussverletzung. Nach der Ausheilung kam er zu einer mobilen Chirurgentruppe an die Klinik von Anton von Eiselsberg nach Wien. 
Nach dem Krieg wurde Schönbauer Assistent bei Eiselsberg. 1921 veröffentlichte er einen Bericht über die Behandlung und Heilung eines Tetanusfalles mit Curare. Dabei dürfte es sich um eine der ersten Veröffentlichungen über die Behandlungsart handeln. Anschließend absolvierte Schönbauer Studienaufenthalte in Boston, Rochester (Minnesota) und München, wo er unter Anderen bei den Mayobrüdern sowie 1926 bei Harvey Cushing (1869–1939) lernte. 1930 stellte Leopold Schönbauer in der Gesellschaft der Chirurgen Wiens eine, mit Erfolg operierte, linksseitige Zwerchfellhernie bei einem drei Monate alten Säugling vor, die er nach den heute allgemein gültigen Prinzipien korrigierte. Aus seiner Tätigkeit als Konsiliarchirurg an der, aus dem Jubiläumsfonds für Kinder 1915 gestifteten Kinderklinik Glanzing hatte Leopold Schönbauer auch reichlich Gelegenheit, Fälle mit hypertropher Pylorusstenose chirurgisch zu behandeln und 1931 seine diesbezüglichen Erfahrungen zu publizieren.
1930 kehrte er als Primar nach Wien ins Krankenhaus Lainz zurück. Anfänglich hatte er Schwierigkeiten mit dem sozialdemokratischen Bürgermeister Karl Seitz, wegen Anzeigen, nach denen Schönbauer angeblich Patienten gezwungen haben soll, sich die Krankenölung spenden zu lassen. In diesem Zusammenhang fiel von Seitz das Zitat:

„Schau’n Sie, Herr Primarius, hier am Spitalstor hört die Politik auf. […]“

Schließlich wurden beide Freunde. Dazu stieß auch Julius Tandler. Auf Schönbauers Auftrag wurde 1931 in Lainz Österreichs erstes strahlentherapeutisches Institut mit der so genannten Tandlerschen Radium-Kanone eingerichtet. Wien kaufte damals fünf Gramm Radium zur Bestrahlung von Krebspatienten. Als dritte Stadt weltweit wurde Wien damit zu einem Zentrum der Krebsbekämpfung.
Schönbauer bearbeitete weite Teile der allgemeinen und speziellen Chirurgie, v. a. jedoch untersuchte er Probleme bei der Bauchfellentzündung, studierte die Erkrankungen der Schilddrüse und die Pathologie und Therapie von Krebserkrankungen. 1922 empfahl er die Verwendung von Pepsinhydrochlorid als Antisepticum zur Spülung der Bauchhöhle bei Peritonitis. Von Schönbauer stammen vielbeachtete Arbeiten zur Pathologie und Therapie von Hirnödem und Gehirnerschütterung. Die Schrift Hirnchirurgie: Erfahrungen und Resultate (hrsg. mit Hans Hoff) zählt zu den ersten deutschsprachigen Überblicksdarstellungen dieses Gebiets.
Schönbauer begründete in Lainz auch die Neurochirurgie in Österreich. 1930 wurde ihm die Leitung der Chirurgischen Abteilung am Krankenhaus Lainz der Stadt Wien übertragen (ao. Prof. 1933). Im September 1938 zum Direktor der Chirurgischen Klinik an der Deutschen Universität Prag ernannt, konnte Schönbauer diese Stellung wegen des Kriegsbeginns nicht mehr antreten und war stattdessen von 1939 bis 1960 Vorstand und Ordinarius an der I. Chirurgischen Universitätsklinik im Allgemeinen Krankenhaus, wo er im Zweiten Weltkrieg seine Klinik zu einem Mammutlazarett und Zentrum für Neurochirurgie ausbaute. Er richtete außerdem ein Sonderlazarett für Gehirn-, Rückenmarks- und Nervenverletzungen mit einem angeschlossenen Rehabilitationszentrum ein. Während seines Direktorates wurden während der NS-Zeit Patienten an einer Abteilung seines Spitals zwangssterilisiert, die nach der NS-Eugenik als „nicht erbgesund“ galten. Schönbauer beantragte am 10. April 1940 die Aufnahme in die Nationalsozialistischen Deutsche Arbeiterpartei und wurde am 1. Juli aufgenommen (Mitgliedsnummer 8.121.441). 1943 verlieh die Partei ihm das Treudienst-Ehrenzeichen in der silbernen Sonderstufe.
Entgegen den geltenden Bestimmungen zur Entnazifizierung wurde Schönbauer nach der Kapitulation zunächst nicht des Dienstes enthoben. Begründet wurde dies zum Teil mit einer später legendär gewordenen Erzählung, nach der er einer SS-Halbkompanie entgegengetreten sei und damit das Krankenhaus vor Kampfhandlungen bewahrt habe. Erst Ende März 1946 wurde er formal zwar durch das Ministerkomitee im Bundeskanzleramt des Dienstes enthoben, blieb jedoch „bis auf weiteres“ im Dienst. Dies erregte Ende 1946 den Unmut eines Medizinstudenten, der in einem Schreiben an Dekan Heinrich Kahr sein Erstaunen äußerte, nach der Rückkehr aus der Kriegsgefangenschaft „die wildesten Parteigänger an der Wiener Universität noch wie zu Führers Zeiten nicht nur in Amt und Würden zu finden, sondern frecher denn je schalten und walten“ zu sehen. Schönbauer persönlich sei ihm in Erinnerung von einer „fulminante Rede im Hörsalle (sic) der damaligen Klinik Fuhs gegen alle diejenigen die es wagen sollten die armen Selbstverstümmler und sonstigen Desperados zu schützen“. Schönbauer rechtfertigte sich in seiner Antwort mit der Angst vor kriegsgerichtlichen Untersuchungen. Die Enthebungsverfügung gegen ihn wurde im Oktober 1947 aufgehoben. Am 25, Mai 1948 wurde er schließlich erneut zum ordentlichen Professor ernannt.

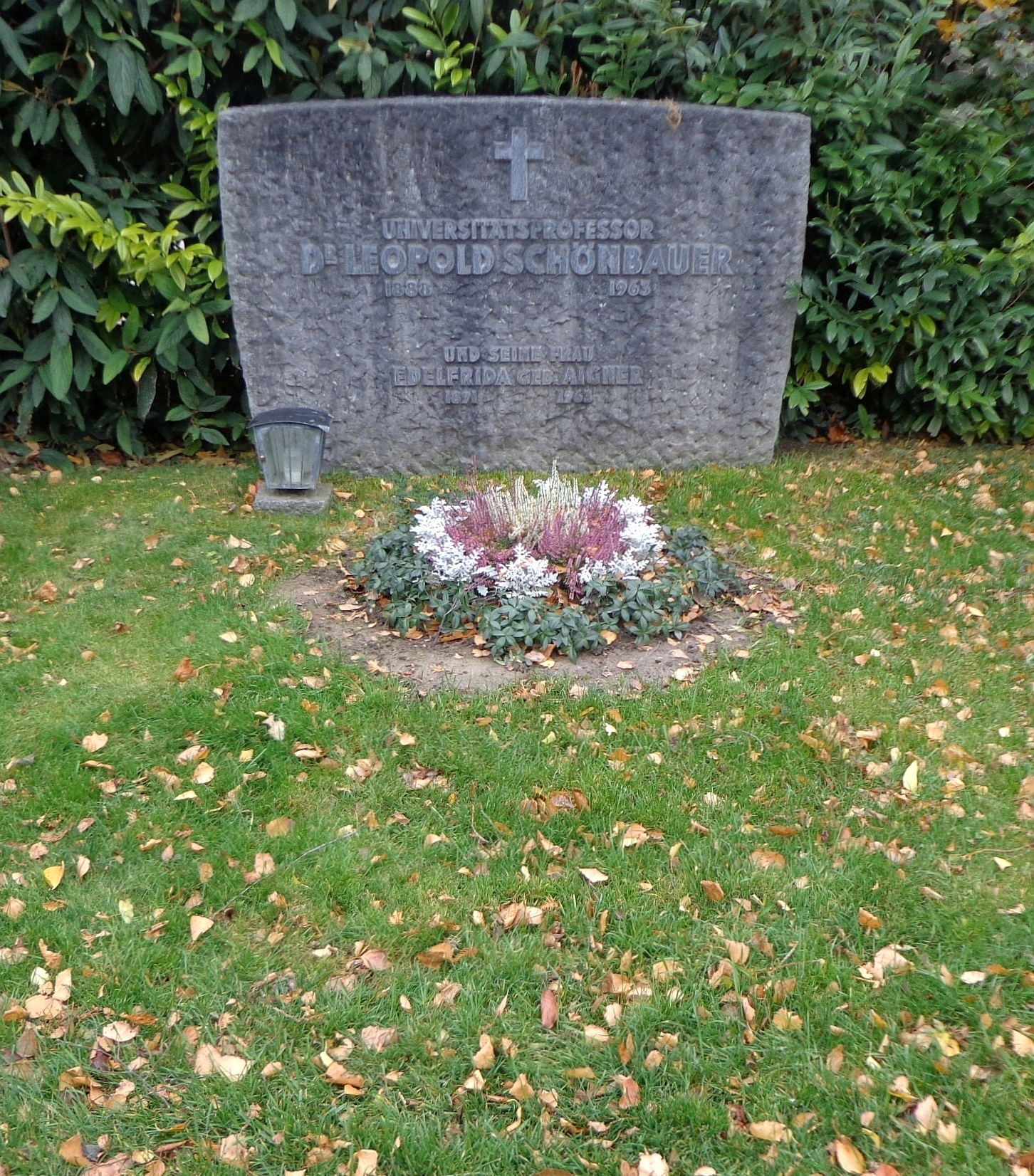
Wiener Zentralfriedhof – Ehrengrab von Leopold Schönbauer

Bis 1960 war Schönbauer auch provisorischer Leiter des Instituts für Geschichte der Medizin der Universität Wien, bis dieses von Erna Lesky übernommen wurde. Im Jahr 1944 erschien unter seinem Namen das Werk Das medizinische Wien, das jedoch größtenteils auf Arbeiten seiner Privatassistentin Marlene Jantsch und ihrem Ehemann Hans beruhte.
Als studentischer Sohn Eiselsberg und damit Enkel Billroths war Schönbauer zeit seines Lebens ein glühender Bewunderer Billroths, welchen er in seiner Funktion als ärztlicher Direktor anlässlich Billroths 50. Todestages 1944 als «Genie deutschen Geistes» mit einem überlebensgroßen Denkmal ehrte, welches unübersehbar beim Haupteingang in das damalige Allgemeine Krankenhaus aufgestellt wurde. Da kriegsbedingt kein Marmor zur Verfügung stand, wurde das Denkmal zunächst in Gips gegossen und auf Bestreben Schönbauers später durch den Bildhauer Michael Drobil in Stein gemeißelt.
Schönbauer verstarb am 11. September 1963, vermutlich nach einem Herzinfarkt, im Stiegenhaus am Weg zu einem Kondolenzbesuch. Er ruht in einem Ehrengrab auf dem Wiener Zentralfriedhof (Gruppe 32 C, Nummer 26).

## Auszeichnungen und Würdigungen
- 1950: Preis der Stadt Wien für Naturwissenschaften
- 1958: Österreichisches Ehrenzeichen für Wissenschaft und Kunst
- 1958: Ehrenring der Stadt Wien
- 1958: Großes Verdienstkreuz mit Stern der Bundesrepublik Deutschland
- 1959: Billroth-Medaille[7]
- Ehrenbürger der Stadt Waidhofen an der Thaya
- Mitglied der Tschechischen Akademie der Wissenschaften und Künste
- Mitglied der Deutschen Akademie der Naturforscher Leopoldina
- Gedenktafel im 1. Hof der Alten Allgemeinen Krankenhauses Wien
- Büste im Foyer des Instituts für Neurochirurgie des Neuen Allgemeinen Krankenhauses Wien

Zahlreiche Straßen und Höfe sind nach Schönbauer benannt, so zum Beispiel der 1970 erbaute Dr.-Leopold-Schönbauer-Hof im 14. Wiener Gemeindebezirk Penzing. 1988 gab die Österreichische Post ihm zu Ehren eine Sonderbriefmarke zu 4 Schilling heraus.

## Schriften (Auswahl)
Insgesamt verfasste Schönbauer über 500 Publikationen. Mehr als 200 Arbeiten widmete er den Spezialgebieten Schilddrüsenchirurgie und Neurochirurgie sowie der Karzinomforschung. Zu den von ihm veröffentlichten wissenschaftlichen Werken gehören Konservative Frakturbehandlung (1928), Hirnchirurgie (gemeinsam mit Hans Hoff, 1933) und sein Lehrbuch der Chirurgie (zwei Bände, 1950). Zur Medizingeschichte veröffentlichte er Das medizinische Wien (1944, 2. Auflage 1947), Beiträge zur Geschichte der Medizin (1948) und Geschichte der Anästhesie (1950); ebenfalls 1950 erschienen die von ihm und Marlene Jantsch ergänzten Lebenserinnerungen Julius Wagner-Jaureggs (1950).
- Das medizinische Wien. Urban & Schwarzenberg, Berlin 1944.
- Geschichte der Anästhesie. Deuticke, Wien 1948.
- Lehrbuch der Chirurgie. 2 Bände. Deuticke, Wien 1950.
- Julius Wagner-Jauregg: Lebenserinnerungen. Springer, Wien 1950 (hrsg. und ergänzt, mit Marlene Jantsch).
- Gesünder leben – länger leben. Europa-Verlag, Wien 1955.
- Das österreichische Spital. Hollinek, Wien 1959.